# Типографія Миколи Степанова
Типографія Миколи Степанова (рос. Типография Николая Степанова — існувала в першій половині 19 століття в Москві, почала працювати не пізніше 1828. У деяких виданнях вказана як «Друкарня Миколи Степанова при Імператорському театрі». 
Точно невідомо чи є у Друкарні Миколи Степанова (книги датуються аж до 1840-х років) наступником Друкарня Л. І. Степановой (книги датуються починаючи з 1850-х).
Окремі видання 
- Украинский сборник И. И. Срезневского. Книжка вторая. X., 1841. 46 с.[1]
- Сочинения Ивана Посошкова. — Москва: Типография Николая Степанова, 1842.